# Can We Still Be Friends
Singles de Todd Rundgren
Good Vibrations
(1976) Bang the Drum All Day
(1983)
Pistes de Hermit of Mink Hollow
All the Children Sing Hurting for You
Can We Still Be Friends est une chanson de Todd Rundgren parue en 1978 sur l'album Hermit of Mink Hollow. Comme le reste de l'album, elle est entièrement écrite, composée, interprétée et produite par Rundgren.
Sortie en single, elle se classe 29e aux États-Unis, l'un des plus gros succès de la carrière de Rundgren.

## Reprises et réutilisations
- Robert Palmer a repris la chanson sur son album Secrets (1979). Sa version se classe 52e aux États-Unis.
- Rod Stewart a repris la chanson sur son album Camouflage (1984).
- Marc Jordan a repris la chanson sur l'album C.O.W (1990)
- Mandy Moore a repris la chanson sur son album Coverage (2003).

La version originale de Can We Still Be Friends apparaît dans les bandes originales des films Vanilla Sky et Dumb and Dumber.
Elle apparaît également dans l'épisode 9, saison 2, de la série américaine  Nip/Tuck . 